# Xanthophenax alluaudi
Xanthophenax alluaudi är en stekelart som beskrevs av André Seyrig 1932. Xanthophenax alluaudi ingår i släktet Xanthophenax och familjen brokparasitsteklar. Inga underarter finns listade i Catalogue of Life.